# Grubbs (Arkansas)
Grubbs è un comune degli Stati Uniti d'America, situato in Arkansas, nella contea di Jackson.